# Distretto di Tonhil
Il distretto di Tonhil (mongolo: Тонхил) è uno dei diciotto distretti (sum) in cui è suddivisa la provincia del Gov'-Altaj, in Mongolia. Conta una popolazione di 2.402 abitanti (censimento 2009). 